# وگلبرگ (پاسسوانگ)
وگلبرگ (به لاتین: Vogelberg) یک کوه در سوئیس است که در کانتون سولوتورن واقع شده‌است. وگلبرگ ۱٬۲۰۴ متر بالاتر از سطح دریا واقع شده‌است.